# 捷連科爾區
53°13′12″N 76°23′24″E / 53.22000°N 76.39000°E

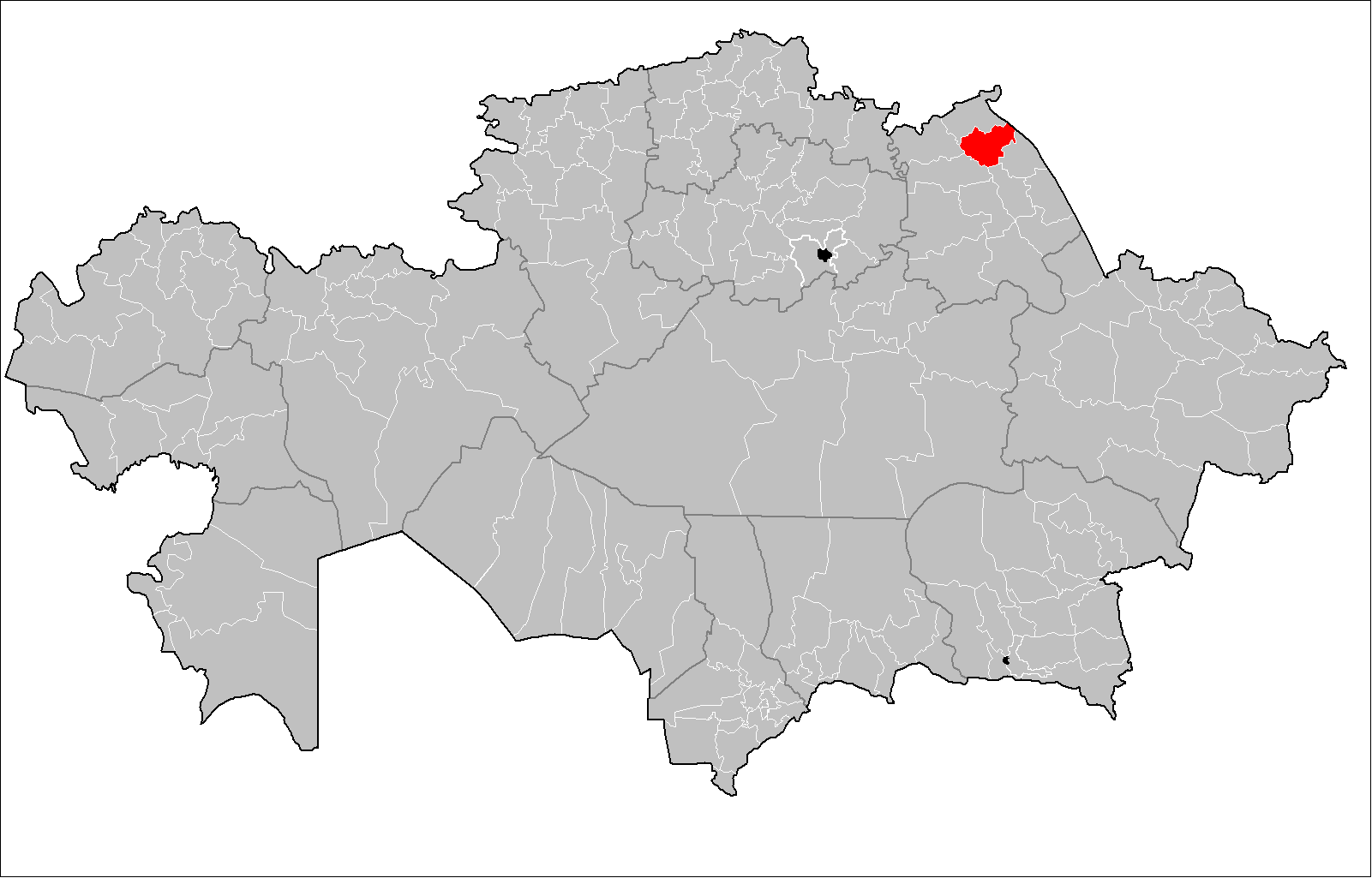

捷連科爾區是哈薩克斯坦的行政區，位於該國東北部，由巴甫洛達爾州負責管轄，首府設於捷連科爾，始建於1938年，面積6,800平方公里，2012年人口21,291。